# سوني بيرغمان
سوني بيرغمان (بالسويدية: Sune Bergman)‏ هو لاعب هوكي الجليد سويدي، ولد في 5 ديسمبر 1952 في كرامفوش ‏ في السويد.

## وصلات خارجية
- سوني بيرغمان على موقع EliteProspects.com (الإنجليزية)